# Ichneumon falcifer
Ichneumon falcifer är en stekelart som beskrevs av Gmelin 1790. Ichneumon falcifer ingår i släktet Ichneumon och familjen brokparasitsteklar. Inga underarter finns listade i Catalogue of Life.